# Antonov An-124
Antonov An-124 Ruslan (denumire NATO: Condor) este cel mai mare avion produs în masă, până la apariția An-225 Mriya. A fost cunoscut ca An-400 și An-40 în vest, efectuand primul zbor în 1982. Țările care se folosesc de astfel de aparate sunt Rusia, Ucraina, EAU, Libia, și Irlanda.
Fizic, An-124 este similar cu C-5 Galaxy produs de producătorul american Lockheed, dar mai mare. An-124 poate transporta locomotive, iahturi, fuselaje și o varietate de cargouri mari. An-124 poate permite încărcarea prin rabatarea botului avionului până la 150 de tone cargo, de asemenea poate transporta până la 88 de pasageri în puntea de sus din spatele cockpit-ului.
An-124 este produs de către Compania Rusă Aviastar (ex. Ulyanovsk Aviation Industrial Complex) și Antonov în Ucraina. Producția de serie a fost întreruptă la destrămarea Blocului Sovietic. Între 2008 și 2009, după unirea forțelor dintre Rusia și Ucraina va reîncepe producția în masă.
Designul inițial fusese realizat pentru aplicații militare, An-124 fiind construit pentru o viață de serviciu de 7500 ore de zbor cu posibilități de extensie. Totuși, sunt aparate An-124 care au zburat peste 15.000 ore de zbor, iar la presiunile operatorilor comerciali viața de serviciu a fost îmbunătățită până la 24.000 ore.

## Service

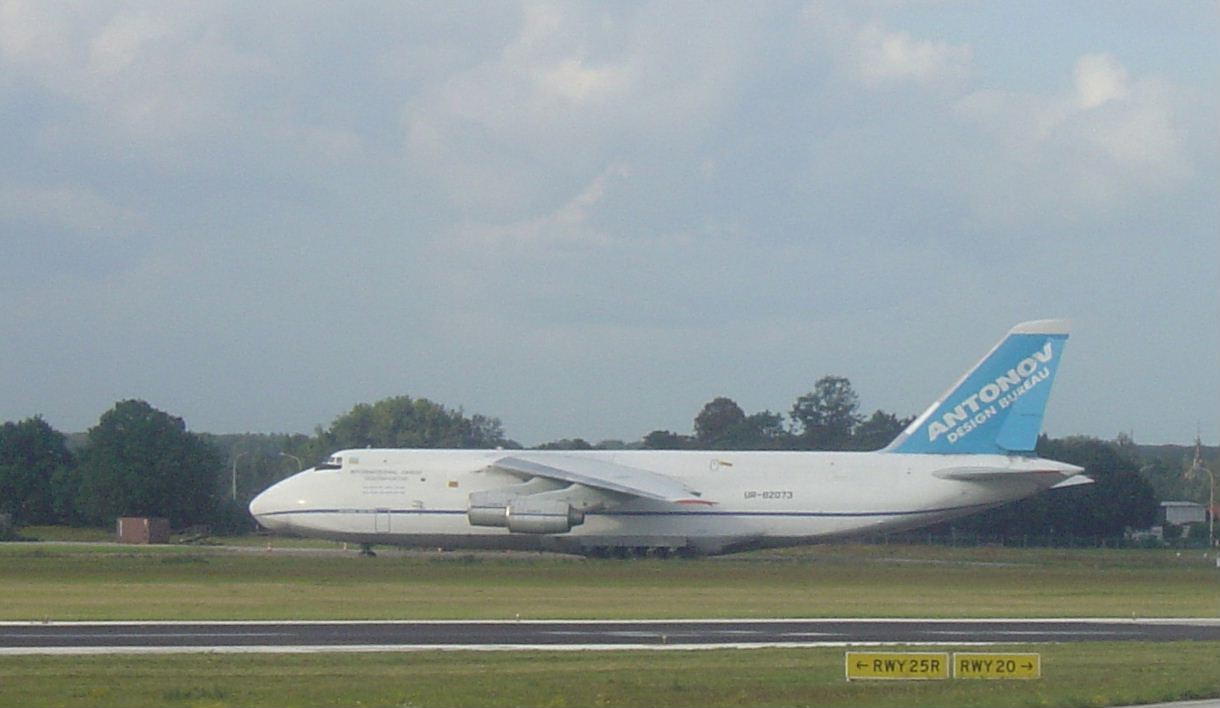
AN-124 în Bruxelles

Germania a condus eforturile pentru aduce avioanele An-124 la cerințele NATO.
Compania rusească Volga-Dnepr are contract cu Boeing pentru transportarea componentelor de avioane către fabrica Everett. Airbus Transport Internațional a selectat altă companie rusească pentru cargo, Polet Airlines. Polet așteaptă trei An-124-100 care să transporte echipamente pentru EADS, companie care deține 80% din Airbus, iar pentru Airbus componente mari pentru Airbus A380.

## Activități semnificative
.]]

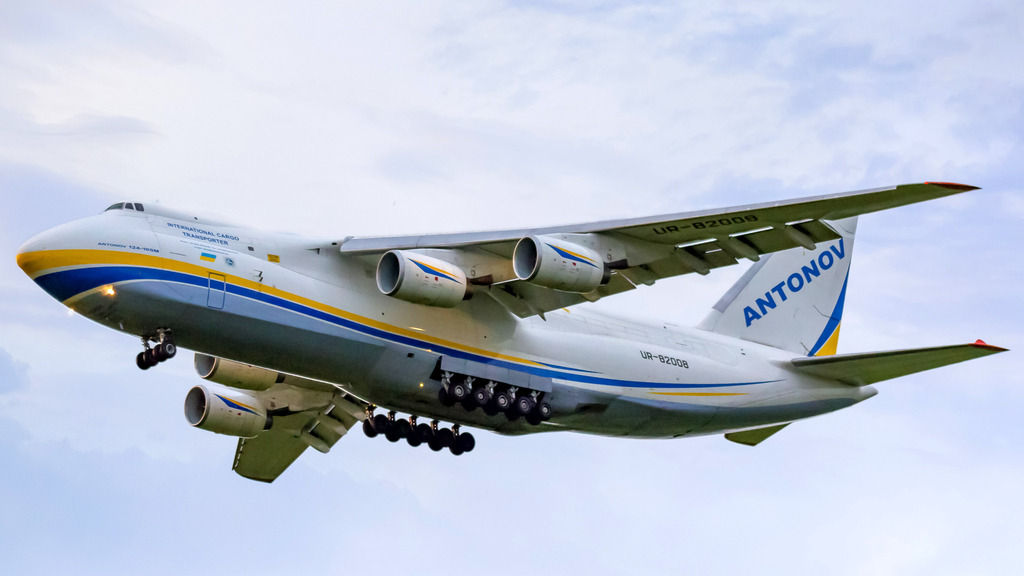
Antonov An-124-100M

- În mai 1987, un An-124 a realizat un record mondial, acoperind distanța de 20.151 km fără alimentare. Zborul a durat 25 ore și 30 minute; greutatea la decolare a fost 455.000 kg, recordul anterior fiind realizat de B-52H (18.245 km).
- În iulie 1985, un An-124 a luat 171.219 kg cargo la o altitudine de 10.750 m.
- Un An-124 a fost folosit pentru a transporta Obeliskul Axum către Etiopia în aprilie 2005. Transportul s-a efectuat în trei etape, fiecare cărând o treime din cele 160 tone și 24 metri (78 ft) lungime.
- Un An-124 a fost utilizat pentru a transporta un EP-3E Aries II electronic intelligence avion din Insulele Hainan, China pe 4 Iulie, în 2001 în timpul incidentului U.S.-China cu avion spion.
- O locomotivă de 109 tone a fost transportată cu ajutorul unui An-124 din Canada către Irlanda în septembrie 2001.[4]
- An-124 Volga-Dnepr a transportat o balenă din Nisa (Franța) către Japonia; un alt zbor a avut loc pentru transportarea unui elefant de la Moscova la Taiwan.[5]
- Pe 9 septembrie 2003, un Antonov An-124 a transportat un vas de 85 tone către Aeroportul International Harrisburg în Pennsylvania, pentru utilizare la centrala nucleară Three Mile Island Unit One.
- Pe 2 februarie 2007 în România, pe Aeroportul Internațional Aurel Vlaicu a transportat un avion LearJet de la hangarul ROMAERO la Aeroportul Internațional Keflavik.

## Raport Safety
Între 1992 și 1997 au avut loc patru accidente majore ale An-124, cu un total de 50 decese:
1. CCCP-82002, operat de Antonov Airlines s-a prăbușit lângă Kiev, Ucraina în 13 octombrie 1992 în timpul unui zbor de testare cu 8 decese.
2. RA-82071, operat de Aviastar Airlines s-a prăbușit într-un munte la Kerman, Iran în 15 noiembrie 1993 cu un total de 17 decese.
3. RA-82069, deținut de către Aeroflot operat de Ajax, s-a prăbușit la Torino, Italia, pe 8 octombrie 1996,  2 decese.
4. RA-82005, operat de Russian Air Force s-a prăbușit după decolare la Irkutsk, Rusia, pe 5 decembrie 1997 cu 23 de decese.[6]

Incidente minore ale An-124:
1. UR-82029, deținut de Antonov Airlines a ieșit din pistă la Windsor, Ontario în timpul aterizării pe timp de noapte cu ninsoare în 18 decembrie 2000. Echipajul format din 20 de membrii a suferit răni minore.[7]

## Operatori

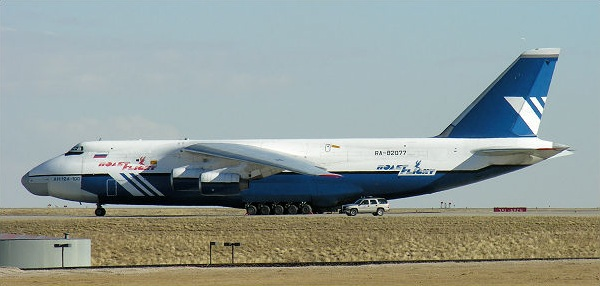
An-124-100 Ruslan

### Militar
- Uniunea Sovietică: Soviet Air Force
- Rusia: Russian Air Force

### Civil
În august 2006 un total de 26 avioane Antonov An-124 au rămas în serviciu aerian. Operate de către:
- Volga-Dnepr (10, plus 5 comandate)
- Polet Airlines (6, plus 5 comandate)
- Antonov Airlines (7)
- Libyan Arab Air Cargo (2)[8]
- Antonov Design Bureau (1)

#### Foști operatori
- Aeroflot

## Raza de acțiune

An-124

### An-124-100
- 0 tone cargo = 15.000 km [9]
- 10 tone cargo = 14.125 km
- 20 tone cargo = 13.250 km
- 30 tone cargo = 12.375 km
- 40 tone cargo = 11.500 km
- 72 tone cargo =  8.700 km
- 90 tons cargo =  7.125 km
- 97 tone cargo =  6.495 km
- 104 tone cargo =  5.900 km
- 108 tone cargo =  5.550 km
- 120 tone cargo =  4.500 km
- 122 tone cargo =  4.325 km

Sursa: http://www.voldn.ru/

### AN-124-100М-150
- 92 tone cargo =  7.500 km
- 113 tone cargo =  5.925 km
- 120 tone cargo =  5.400 km
- 122 tons cargo =  5.250 km

### Raza de acțiune în comparație cu alte avioane
- Airbus A380F are o rază de acțiune de 10.400 km cu 152 tone cargo.
- C-5 Galaxy are o rază de acțiune de 3.982 km cu 122 tone cargo. An-124 are cu 32% mai mare raza de acțiune.
- Boeing 747-400 are o rază de acțiune de 8.240 km cu 113 tone cargo, 39% mai mare ca cea a An-124 și cu  79% mai mare ca cea a lui C-5 Galaxy.
- Il-96-400T are o rază de acțiune de 4.800 km cu 92 tone cargo. An-124 are 56% rază de acțiune. Totuși cu o sarcină de 40 tone cargo atât An-124 cât și Il-96-400T au aceeași rază de acțiune: 11.500 km.

## Specificații
Specificații asupra aeronavei și asupra sarcinii cargo:
echipaj=6
capacitate=88 pasageri
sarcină principală=150.000 kg
sarcină max=330,000 lb
lungime principală=68.96 m
lungime max=226 ft 3 in
anvergură =73.3 m
anvergură max=240 ft 5 in
înălțime=20.78 m
înălțime max=68 ft 2 in
aria=628 m²
aria max=6,760 ft²
greutate fără cargo=175.000 kg
greutate fără cargo max=385.000 lb
greutate încărcată=229.000 kg
greutate max=505.000 lb
greutate sarcină=230.000 kg
greutate sarcină max=508.000 lb
greutate maximă pentru decolare=405.000 kg
greutate maximă pentru decolare=893.000 lb
motor (jet)=Lotarev D-18
tipul de jet=turbofan
numărul de jeturi=4
propulsie=230 kN
propulsie max=51.600 lbf
viteză max.=865 km/h
viteză max.=467 knots, 537 mph
viteză de croazieră=800 km/h
viteză de croazieră max.=430 knots, 500 mph
raza de acțiune=5,400 km
raza de acțiune=2.900 nm, 3.360 mi
plafon=12.000 m
plafon max=35.000 ft
rata de urcare= ft/min
rata de urcare= m/s
încărcare/m²=365 kg/m²
încărcare lb/ft²=74.7 lb/ft²
propulsie/sarcina=0.41